# Limonia brachylabis
Limonia brachylabis är en tvåvingeart som beskrevs av Alexander 1965. Limonia brachylabis ingår i släktet Limonia och familjen småharkrankar. Inga underarter finns listade i Catalogue of Life.